# Àcid malíngic
L'àcid malíngic, el qual nom sistemàtic és àcid (9S,10E,12R,13S,15Z)-9,12,13-trihidroxioctadeca-10,15-dienoic, és un àcid carboxílic de cadena lineal amb devuit àtoms de carboni que conté dos dobles enllaços als carbonis 10 i 15, i tres grups hidroxil als carbonis 9, 12 i 13, la qual fórmula molecular és {\displaystyle {\ce {C18H32O5}}}. En bioquímica és considerat un àcid gras rar.

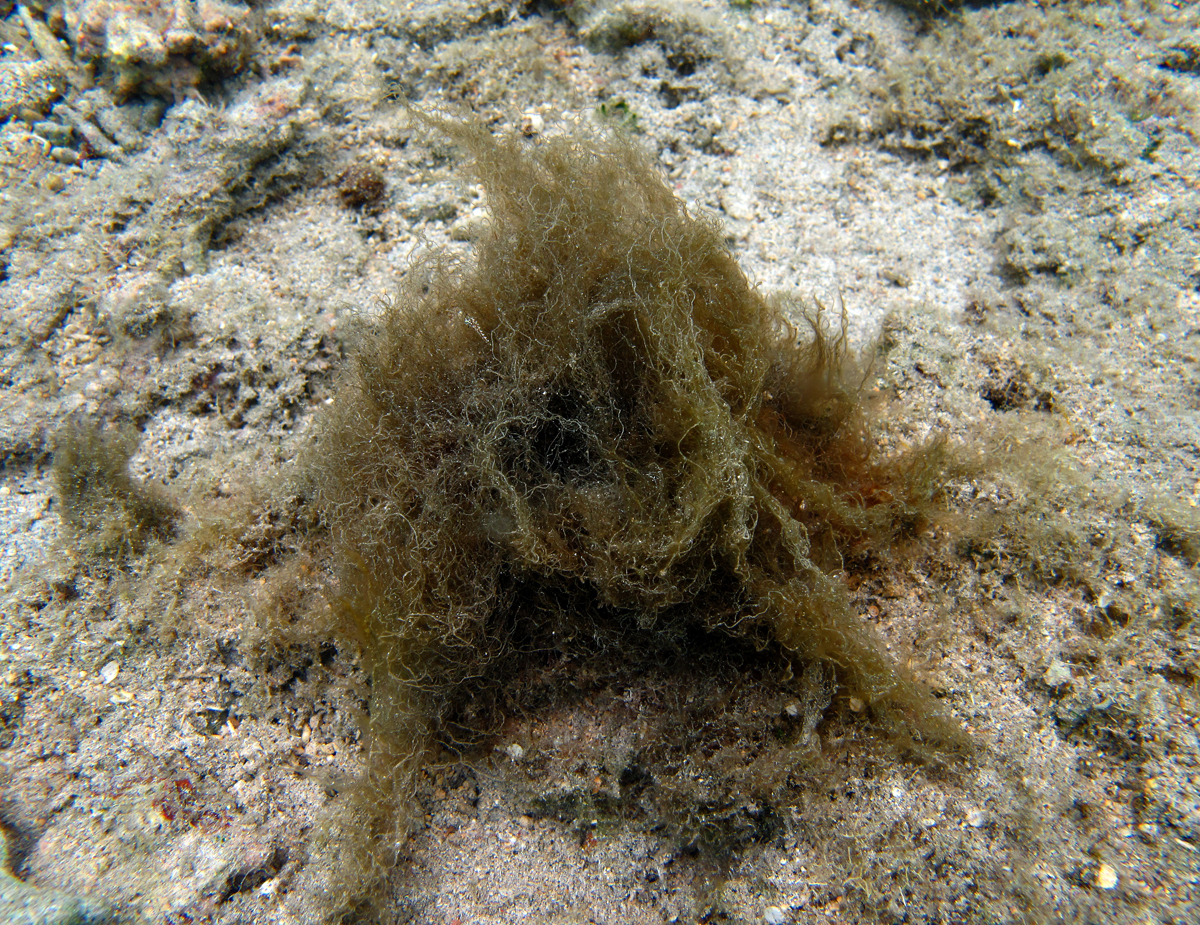
Lyngbya majuscula

Aquest àcid fou aïllat per primera vegada el 1980 per part dels químics J.H. Cardellina II i R.E. Moore del cianobacteri Lyngbya majuscula.